# Strada statale 88 bis di Montevergine
La strada statale 88 bis di Montevergine (SS 88 bis) era una strada statale italiana.

## Storia
La strada statale 88 bis di Montevergine venne istituita nel 1949.
Nel 1962 la strada è stata declassificata e incorporata negli itinerari della strada statale 374 di Summonte e di Montevergine e della strada statale 374 dir di Summonte e di Montevergine.

## Percorso
La strada statale 88 bis aveva origine dalla SS 7 bis presso Avellino, in località Taverna del Pezzente, toccava i centri abitati di Mercogliano e Ospedaletto d'Alpinolo e terminava presso il santuario di Montevergine.